# بيتر جاي باربر
بيتر جاي باربر (بالإنجليزية: Peter J. Barber)‏ هو مهندس معماري أمريكي، ولد في 26 نوفمبر 1830، وتوفي في 27 يناير 1905.